# Controscarpa

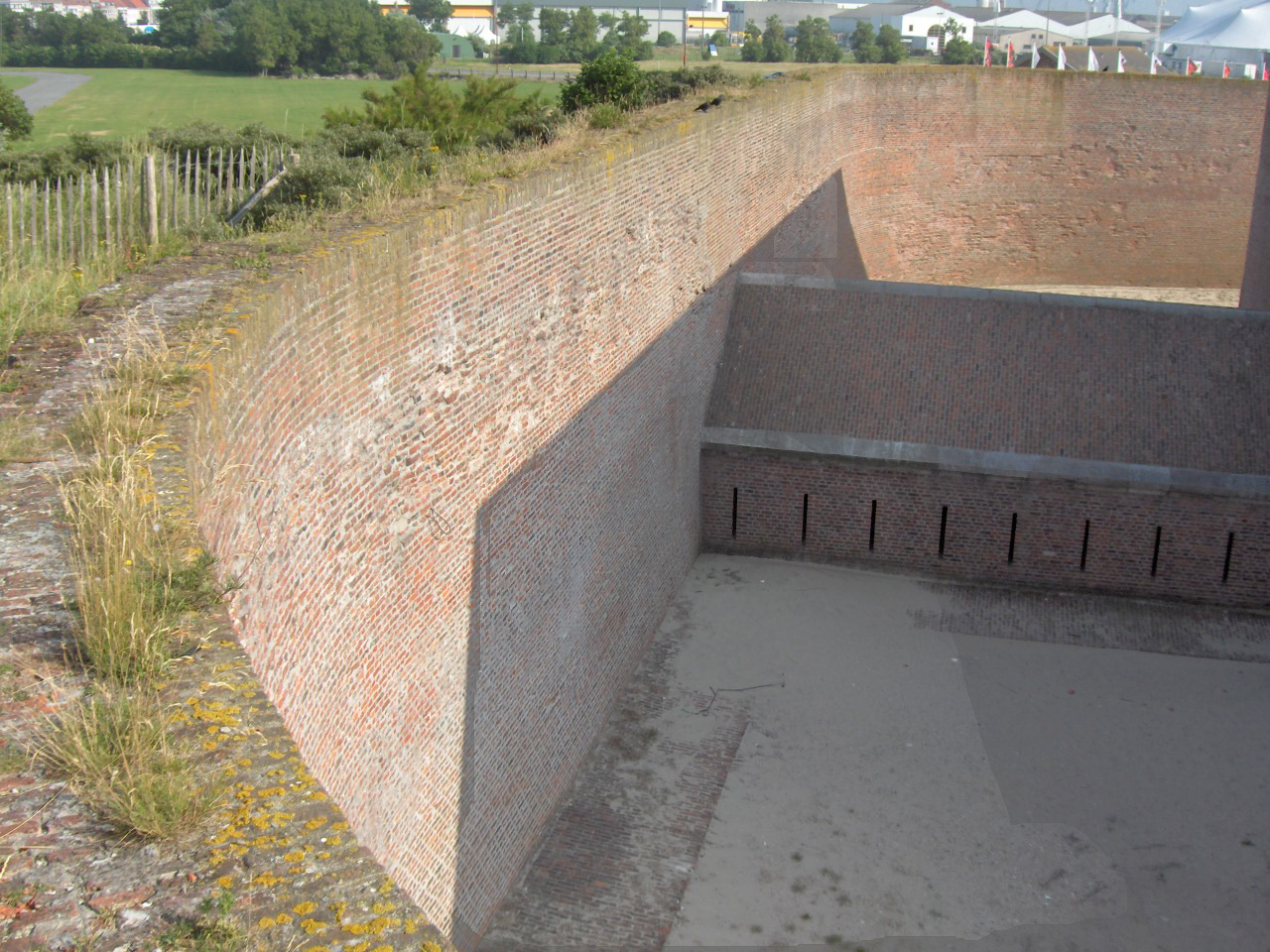
Controscarpa di una fortezza dell'epoca napoleonica (Fort Napoleon, Ostenda). La controscarpa, a quei tempi, era divenuta verticale. L'edificio sul fondo del fossato è una caponiera dalla quale i difensori, protetti dai cannoni, potevano far fuoco sugli assalitori che riuscivano a scendere nel fossato.

La controscarpa o contrascarpa è la parete esterna del fossato, usato nelle fortificazioni, e si contrappone alla scarpa, parete interna (verso il forte) dello stesso fossato.
Se il fossato è costruito all'interno di una fortificazione si chiamano "controscarpe" entrambe le pareti del fossato stesso.
Gli attaccanti (se non avevano costruito un ponte sul fossato) dovevano discendere la controscarpa, attraversare il fossato e salire sulla scarpa.
Nelle fortificazioni permanenti la scarpa e la controscarpa potevano avere paramenti in pietra o laterizio. Nelle fortificazioni provvisorie la controscarpa poteva essere provvista di una palizzata posta ad angolo in modo da non dare copertura agli attaccanti, ma rendere più difficili l'avanzata e la ritirata.
Se un attaccante riusciva ad aprire una breccia nel muro poteva essere costruita, all'interno del muro, una "cesura" (un fossato o un semplice muro) al fine di impedire un attacco da parte di truppe votate alla morte: in questo caso la controscarpa è il lato del fossato più lontano dal muro sbrecciato e più vicino al centro della fortificazione.
Il termine "scarpa" in architettura ha la stessa etimologia della "scarpa" intesa come calzatura (dal francese escarp; cfr. l'inglese sharp col senso di acuto, tagliente, da latino scalpere in quanto la calzatura termina a punta) e quindi anche della "scarpata" cioè il fronte in pendenza di una parete di una montagna. In questo caso indica la "scarpata" del fossato verso il muro della fortezza. La controscarpa le si oppone geometricamente al di là del fossato.